# Пожарицкая, София Константиновна
София Константиновна Пожарицкая (22 февраля 1932 — 18 мая 2021) — советский и российский лингвист.
Окончила филологический факультет Московского государственного университета (1954) и аспирантуру Института языкознания АН СССР, научный руководитель Р. И. Аванесов. В 1963 году защитила кандидатскую диссертацию «Типы предударного вокализма после мягких согласных севернорусских говоров».
С 1974 г. и до конца жизни преподавала на кафедре русского языка филологического факультета МГУ. Читала курсы «Диалектология русского языка», «Фонетика современного русского языка», «Графика и орфография русского языка», «Фонетика русских диалектов». Заслуженный преподаватель Московского университета (2008).
Автор учебника для высшей школы «Русская диалектология» (1997, дополненное издание 2005). Соавтор (с С. В. Князевым) учебника «Современный русский литературный язык. Фонетика. Графика. Орфография. Орфоэпия» (2005), посвящённая фонетике часть многократно переиздавалась отдельно.
Опубликовала многочисленные статьи по фонетике, морфологии, семантике и синтаксису русских диалектов, а также по общим вопросам фонетики и орфоэпии русского языка; последняя по времени статья — «Орфоэпия в эпоху корпусной лингвистики: динамика вариантов и их оценка» (2017).
Была замужем за математиком Г. К. Пожарицким, позже — за математиком Роландом Добрушиным. Дочери — художник-авангардист Мария Пожарицкая, лингвист Нина Добрушина.